# 무라타 제작소
주식회사 무라타 제작소(일본어: 株式会社 村田製作所, 영어: Murata Manufacturing Co., Ltd.)는 교토부 나가오카쿄시에 본사를 둔 일본 굴지의 전자 부품 기업이다. 일본 국내 기업 시가총액 베스트 30에 해당되는 TOPIX Core 30에 소속되어 있다.

## 역사
창업자인 무라타 아키라로부터 1944년 10월 교토시에서 염색공장으로 쓰이던 곳을 빌려 시작되었다. 원래는 애자등 도자기를 생산하는 소규모 공장 이었으나 주력제품인 콘덴서로 대기업으로 발돋움 하였다.

## 특징
- 해외매출이 총매출의 92.2%를 차지하여 해외비중 매출이 높다.
- 공장을 많이 보유하고 있는 제조업으로서는 높은 영업이익률 (24.8% . 2016년 2월1일 현재)을 자랑한다.
- 매출의 40% 이상이 신제품으로 구성되어 있다.[2]